# Списак средњовековних писаца

### Источни писци
- Стефан Првовенчани (1165-1227)
- Свети Сава (1175-1225)
- Силуан (XIV век)
- Теодосије Хиландарац (XIII век)
- Доментијан (око 1210 — после 1264)
- Данило Пећки (око 1270-1330)
- Данилов ученик (крај XIII века — после 1336)
- Данило Бањски (око 1350 — после 1396)
- Непознати Раваничанин (XIV- XV век)
- Стефан Лазаревић (1374-1427)
- Константин Философ (друга половина XIV века — после 1433)
- Димитрије Кантакузин (око 1435 — крај XV века)
- Григорије Цамблак (1360-1420)
- Монахиња Јефимија (1350-1405)
- Смедеревски беседник (средина XV века)
- Константин Михаиловић (пре 1435-после 1501)
- Непознати Писац (друга половина XVI века)
- Непознати Крушедолци (XVI век)
- Пајсије Јањевац (средина XVI века — 1647)
- Гаврил Стефановић Венцловић (крај XVII века — после 1746)
- Амфилохије Иконијски (изм. 339. и 345. — после 384)
- Атанасије Александријски (293 — 373)
- Црноризац Храбар
- Дидим Слепи (око 313 — око 398)
- Епифаније Кипарски (око 315 — 403)
- Евстатије Антиохијски (живео пре 337)
- Фотије
- Георгије Амартол
- Григорије Богослов (око 330 — 389. или 390)
- Григорије Ниски (332 — 394)
- Григорије Синаит
- Григорије Палама
- Георгије Схоларије
- Исак Сирин
- Јаков Афраат (живео око 344. г.)
- Јефрем Сирин (између 306. и 373. г.)
- Јован Егзарх
- Јован Лествичник
- Јован Златоусти (између 344. и 354—407)
- Јован Зонара
- Кирил Јерусалимски (315 — 387)
- Климент Охридски
- Константин Презвитер
- Константин Манасије
- Козма Индикоплов
- Михаило Псел (1018-1078)
- Никола Кавасила
- Петар Дамаскин
- Симеон Нови Богослов
- Теодор (ћосави)
- Теодор Студит
- Теодосије Хиландарац
- Василије Велики (око 330 — 379)
- Савелије Ливијски

### Латински писци
- Пјер Абелар (1072-1142)
- Авероес, Ибн Ружд (1126-1198)
- Данте Алигијери (1265-1321)